# Ernest le Pelley
Ernest le Pelley, 16. Seigneur von Sark (* 1801; † 1849) war von 1839 bis 1849 Seigneur von Sark. 
1844, als er hoffnungslos nach Geldmitteln suchte, um den Betrieb einer Silbermine fortzuführen, erlangte er die Erlaubnis der Krone das Lehnswesen von Sark für 4000 £ an John Allaire, einen hiesigen Freibeuter, zu verpfänden. 1845 stürzte die Decke des tiefsten Stollens ein. Die Firma war dagegen nicht versichert und wurde letztendlich 1847 geschlossen. Le Pelleys Erbe, Pierre Carey le Pelley, war nicht in der Lage dazu die Pfandzahlungen aufrechtzuerhalten und wurde gezwungen den Seigneur von Sark Titel an Marie Collings, John Allaires Tochter und Erbin, für 6000 £ zu verkaufen.
| Personendaten    | Personendaten     |
| ---------------- | ----------------- |
| NAME             | Pelley, Ernest le |
| KURZBESCHREIBUNG | Seigneur von Sark |
| GEBURTSDATUM     | 1801              |
| STERBEDATUM      | 1849              |